# Megalovalvata
Megalovalvata is een geslacht van weekdieren uit de  familie van de Valvatidae.

## Soorten
- Megalovalvata baicalensis (Gerstfeldt, 1859)
- Megalovalvata demersa (Lindholm, 1909)
- Megalovalvata kozhovi Sitnikova, 1983
- Megalovalvata lauta (Lindholm, 1909)
- Megalovalvata parvula (Kozhov, 1936)
- Megalovalvata piligera (Lindholm, 1909)

### Synoniemen
- Megalovalvata grubei (W. Dybowski, 1875) => Megalovalvata baicalensis (Gerstfeldt, 1859)